# 영광 매간당 종택
영광 연안김씨 종택(靈光 延安金氏 宗宅)은 대한민국 전라남도 영광군 군남면 동간리에 있는 조선시대의 가옥이다. 1980년 6월 2일 전라남도의 민속문화재 제4호 영광연안김씨가로 지정되었다가, 1998년 1월 5일 대한민국의 국가민속문화재 제234호로 승격되었다.

## 개요
평야가 보이는 산 아래 자리잡은 연안 김씨의 집성촌에 지어진 조선 후기의 옛집이다. 16세기 중엽에 김영(金榮)이 군수로 부임하는 숙부 김세공을 따라 영광에 온 이후 연안 김씨 직강공파가 이곳에 정착하게 되었다고 한다. 풍수지리상 '매화꽃이 떨어지는 형국' 또는 '학 형국'이라고 일컬어지는 길지(吉地)에 넓게 자리잡은 북향집으로 연안 김씨의 종가이다. 고종 5년(1868)에 지었으며, 아래채는 1942년에 지은 것이다.
사랑마당을 중심으로 사랑채·서당·마부집·연못 등을 배치하였고, 중문을 통하여 안으로 들어서면 안마당을 중심으로 안채와 아래채가 자리잡고 있다. 사당은 언덕 뒷편 약간 경사진 곳에 있으며, 오른쪽으로 안채의 뒷마당과 통하게 되어있다. 사랑채의 남쪽에 배치된 서당 옆에 있는 넓은 연못은 지금은 터만 남아있다.
바깥대문은 '현소유자의 14대·9대·8대조가 효성이 지극하다'하여 나라에서 세워준 정려문이다. 2층 누각형대문으로 ‘삼효문’이라 한다. 옆으로 대문 1칸을 두어 평상시에 사용하고 삼효문은 집안의 중요한 의례가 있을 때만 열게 된다. 현판은 고종의 형인 이재면이 썼다고 한다.
건물·연못·담장 등이 지을 당시대로 잘 유지·보존되고 있으며, 대대로 물려온 교지·관복·호패 등 100여점에 달하는 유품을 소장하고 있다. 조선 후기 양반집의 규모와 배치 등을 알 수 있게 해주는 지방 상류주택의 대표적인 예로 매우 중요하다.

## 국가민속문화재 지정내용[1]

### 연혁
- 16세기 중엽 연안김씨 직강공파(延安金氏直講公派) 시조의 4대손인 김영(金榮)이 영광군수로 부임하는 숙부 김세공(金世公)을 따라 이곳에 정착하였다고 전한다.
- 현 소유자(종손 김성호)의 14대조(辰), 9대조(載明), 8대조(含)은 효성이 지극하여 나라에서 명정(命旌)을 내렸는데 이를 위한 정문(旌門)으로 외대문이 2층 누각형으로 세워져 있다. 이 문을 삼효문(三孝門)이라고 한다.
- 삼효문에 걸린 현판

1) 14대조 孝贈廣進十贈通政大夫司僕司僕司政延安金眞之閭 顯宗廟 己酉命族
2) 9대조 孝子通德郞延安金載明之閭 高宗 忌亥 命族
3) 8대조 通政大夫禮式院左掌記延安金含之閭 高宗 忌亥 命族
- 안채의 상량문에 "숭정기원후사무진이월이십구일"의 기록으로 보아 1868년(고종 5년)에 건립된 것으로 판명된다.

### 현황
- 이 가옥은 안채, 사랑채, 곳간채, 사당, 서당, 안대문, 바깥대문, 마부집, 호지집, 측간(外厠, 內厠) 등의 건물이 잘 보존되고 있으며, 연못에는 물은 담겨져 있지 않으나, 옛 형태가 유지되고 있다.
- 외곽으로는 토석담이 옛 모습대로 둘러져 전형적인 민가의 외관을 이루고 있다.
- 이 가옥은 조선후기 이 지방의 대표적 양반가로 건축적 특성을 갖춤과 동시에 대대로 물려온 敎旨 官服 忽 戶碑 腹帶 文匣 欌 卓子 屛風 藥欌 돈 ㅇ 木板 가죽신 놀이개 등 100여품에 달하는 유품을 소장하고 있다(이들 유품에 대하여는 동산문화재의 보존차원에서 별도로 조사할 필요가 있다.)
- 이 가옥은 1980년 전라남도 민속자료로 지정한 이후 국비와 지방비를 투자하여 보수해 왔으므로 보존상태가 비교적 좋은 편이다.
  - 참고 : 우리나라의 건축에서 배치좌향을 남향 또는 동향을 기본으로 하는 반면에 이 가옥은 북향인 점이 다르나, 이에 대하여 김광언교수(경기대학 민속학)는 매화낙지(梅花落地) 즉, 매화꽃이 떨어지는 형국 또는 학(鶴)의 형국으로 길지(吉地)라고 표현하였다. 또 동쪽으로부터 서쪽으로 흐르는 佛甲川의 물과 서쪽에서 동쪽으로 흐르는 마을고샅의 물이 안들 가운데서 만나 逆水를 이루어서 서쪽으로 빠져 나가는 것이 漢江의 모양과 같다하여 吉地로 생각되어 왔다고 하였다.
- 건물의 세부적인 사항에 대하여는 주석중(朱石中)교수(전남대학교 건축공학과)의 영광군의 전통주거 건축조사보고서로 대신하고자 한다.(별첨: 생략)

### 조사자 의견
- 이 가공은 건축 배치상 자유형, 외대문의 다표계 형식(삼대효자의 상징), 서당의 잔존, 양반가에 전해오는 많은 유품이 있으며,
- 다른 국가지정 중요민속자료와 비교하여 건립연대가 크게 뒤떨어지지 않고(국가지정 중요민속자료 총 40건중 1860년이후 가옥은 24건임)
- 건물, 연못, 담장 등이 건립당시대로 잘 유지 보존되고 있음.
- 따라서 국가지정으로 승격해도 손색이 없을 것으로 사료됨.

## 참고 자료
- 영광 매간당 종택 - 국가유산청 국가유산포털